# Mammut (attrazione)
Mammut è una montagna russa in acciaio del tipo Mine Train, situata nel parco divertimenti di Gardaland.

## Storia
Mammut fu presentata come novità della stagione 2008. Progettata da Vekoma, che per Gardaland aveva già realizzato la storica Magic Mountain (1985) e Blue Tornado (2003), l'attrazione venne costruita in adiacenza a Fuga da Atlantide, Jungle Rapids e la già citata Blue Tornado, andando a costituire con esse la nuova area Adventure, che in seguito fu ampliata con altre attrazioni. In precedenza, nella stessa area erano ospitate le infrastrutture della bidonvia Panoramic Tour.
Inizialmente il giro durava 3 minuti e 13 secondi; in seguito all'adozione di un nuovo sistema di trazione, nel 2012, la durata fu ridotta a 2 minuti e 45 secondi. Rimane comunque il rollercoaster dalla durata più lunga presente a Gardaland.

## Caratteristiche
Mammut rappresenta una variante del tradizionale mine train coaster: i vagoni dei treni contano infatti sei posti, e non quattro come i tradizionali esemplari della stessa categoria. Il percorso è lungo poco più di 1 km, raggiunge un'altezza massima di 14 metri e una velocità massima di 50 km/h; sono presenti inversioni a 90 e 180°, curve a imbuto e una gran quantità di discese a velocità sostenuta. L'assenza di giri della morte e loop rende l'attrazione adatta a bambini e famiglie.
Come Jungle Rapids e Fuga da Atlantide, Mammut è dotata di un'esile trama che si sviluppa durante il percorso, grazie alla tematizzazione e all'ausilio di alcuni effetti speciali: la storia si svolge su una montagna in Siberia, dove, tra i ghiacci, è stata segnalata la presenza di resti di Mammuth; i visitatori interpretano la parte degli scienziati che prendono parte alla spedizione di ricerca. Durante l'indagine si verificano strani fenomeni, come un terremoto e una slavina, che preannunciano la presenza di un grave pericolo; poco dopo ci si trova infatti faccia a faccia con un gigantesco mammuth vivo e vegeto, al quale si sfugge per un soffio.
Nei primi anni, a fine percorso era presente un animatronic del mammuth, in grado di impennarsi al passaggio dei treni; oggi è stato sostituito da una scultura in resina, più grande ma immobile.